# CA River Plate
Club Atlético River Plate je fotbalový klub hrající 1. argentinskou fotbalovou ligu. Sídlí v Buenos Aires.
Co do počtu mistrovských titulů je nejúspěšnějším v zemi. Spolu s rivalem Boca Juniors patří ke 2 nejpopulárnějším klubům v Argentině. Fandí mu převážně majetnější lidé, zatímco Boca je klubem chudších.
River Plate patří dělené čtvrté místo v počtu trofejí v Poháru osvoboditelů (španělsky Copa Libertadores), nejprestižnější soutěži Jižní Ameriky – tuto soutěž vyhráli čtyřikrát. V historické tabulce Copa Libertadores mají více výher než jakýkoliv jiný jihoamerický klub.

## Superclásico
Superclásico je derby proti druhému z nejúspěšnějších argentinských velkoklubů, Boce Juniors. Datum jejich prvního střetu se uvádí dvojí – některé zdroje zmiňují 2. srpen 1908, kdy měla domácí Boca zvítězit 2:0, jiné zase duel na Racing Avellaneda dne 24. srpna 1913, ve kterém mělo River Plate zvítězit 2:1. Oba kluby nastoupily na profesionální dráhu a střetly se mimo jiné v duelu hraném 19. září 1931, ve kterém vyhrála Boca Juniors kontumačně, poté co fotbalisté River Plate na protest opustili hřiště. Tři hráči Riverplatenses totiž byli vyloučeni po vyrovnávacím gólu Bocy na 1:1, jelikož se u rozhodčího dožadovali zneplatnění gólu. River Plate kontumační prohru oplatilo v roce 1933 a jejich vítězství 3:1 připravilo Bocu o titul, ten nakonec putoval do vitríny San Lorenza. V roce 1969 ovládli šampionát Metropolitano hráči Boca Juniors, kteří si prvenství zaručili na stadionu River Plate díky remíze 2:2. Riverplatenses se podobného dočkali roku 1986, když už jako jistí mistři vyhráli na půdě rivala 2:0 díky dvěma gólům ofenzivního záložníka Norberta Alonsa. Unikátní bylo vyústění Torneo Nacional roku 1976, kdy na sebe oba rivalové narazili ve finále. River Plate odešlo jako poražené po prohře 0:1.
River Plate měřilo síly s Bocou rovněž na půdě Copa Libertadores. V roce 2000 se postavili Boce, pozdějšímu vítězi, a přes prvotní výhru selhali v odvetě a prohráli druhé čtvrtfinálové utkání 0:3. Pomstili se o dva roky poté, v ročníku 2002 pod vedením trenéra Ramóna Díaze se i díky výhře 3:0 na venkovním stadionu La Bombonera dostali dál. V ročníku 2004 čelilo River Plate tomuto soupeři v semifinále a díky výhře 2:1 v odvetě dotáhlo utkání penaltového rozstřelu, v tom si ale vedli lépe hráči Boca Juniors.
V roce 2009 platilo, že historicky nejlepším střelcem Superclásica je útočník River Plate Ángel Labruna se 16 góly (hrál zde v letech 1939–1959). Nejvíce odehraných zápasů derby má na kontě znovu hráč River Plate, a to záložník Reinaldo Merlo, který do duelu vstoupil ve 42 případech. Vzhledem ke vzájemným antipatiím nebývá zvykem, aby fotbalista ve své kariéře nastupoval za oba týmy. Jedním z těch, kterým se to podařilo, je brankář Hugo Gatti. Zprvu chytal za River Plate, poté však odešel do Bocy a stal se mezi jejich příznivci populárním. Útočník Norberto Menéndez (hrál v 50. a 60. letech) byl dalším fotbalistou River Plate, jenž změnil dres. Útočníci Ricardo Gareca a Oscar Ruggeri (70.–80. léta) naopak začínali v Boce, aby posléze nastupovali za River Plate.
Nejtvrdší porážku ve smyslu vstřelených gólů uštědřilo River Plate Boce v roce 1941, pod výsledkem 5:1 se podepsali hráči jako José Moreno, Ángel Labruna, Adolfo Pedernera a rovnou dvakrát Aristóbulo Deambrossi.

## Hráči

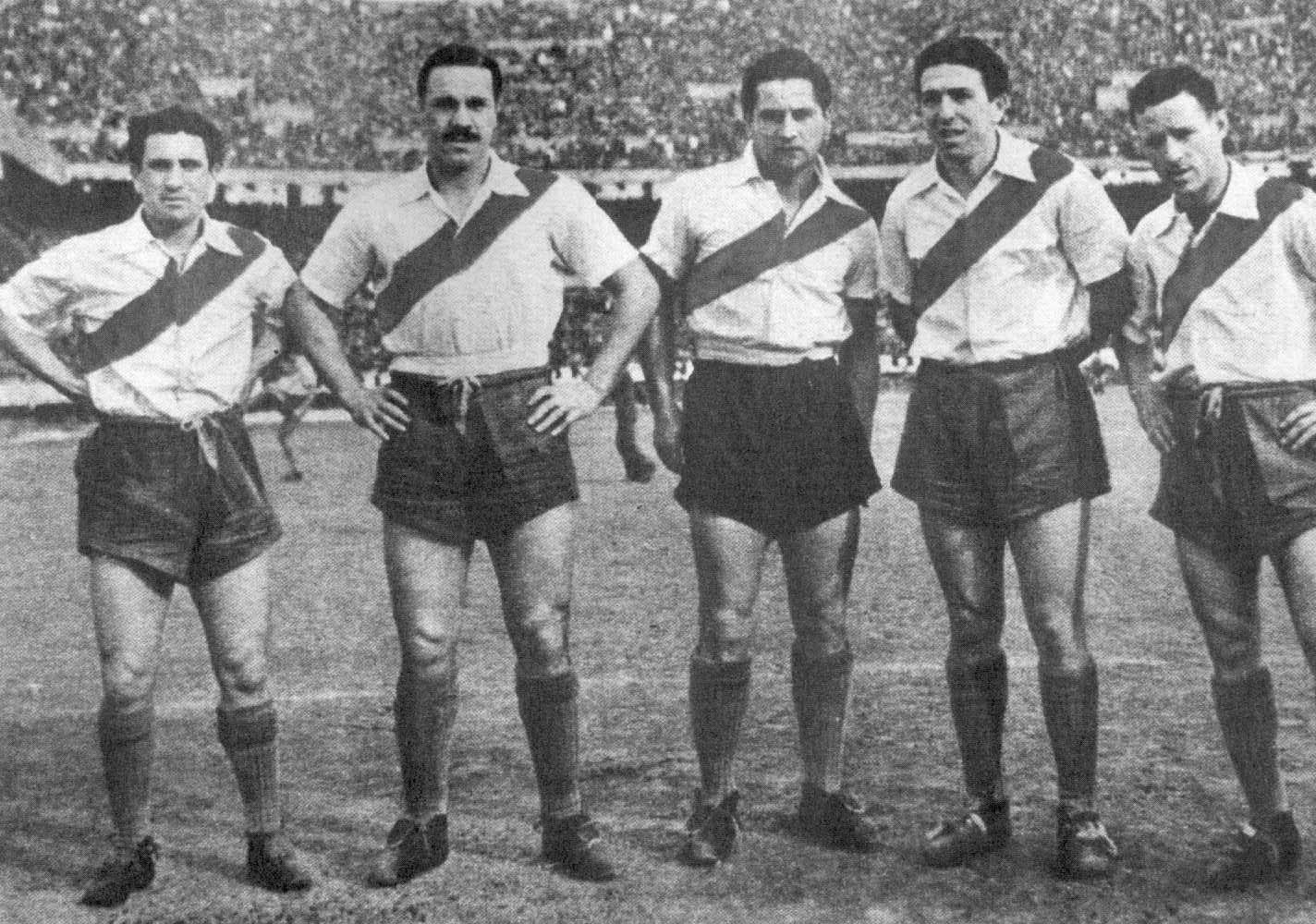
Útočníci týmu River Plate zachycení na snímku z roku 1941 (zleva Juan C. Muñoz, José M. Moreno, Adolfo Pedernera, Ángel Labruna a Félix Loustau).

### Soupiska
Aktuální k datu: 21. května 2020
| Číslo |           | Pozice | Hráč                   |
| ----- | --------- | ------ | ---------------------- |
| 1     | Argentina | B      | Franco Armani          |
| 2     | Paraguay  | O      | Robert Rojas           |
| 4     | Argentina | O      | Fabrizio Angileri      |
| 5     | Argentina | Z      | Bruno Zuculini         |
| 6     | Chile     | O      | Paulo Díaz             |
| 7     | Argentina | Ú      | Matías Suárez          |
| 8     | Kolumbie  | Z      | Jorge Carrascal        |
| 9     | Argentina | Ú      | Julián Álvarez         |
| 10    | Argentina | Z      | Juan Fernando Quintero |
| 11    | Uruguay   | Z      | Nicolás De La Cruz     |
| 13    | Argentina | Z      | Santiago Sosa          |
| 14    | Argentina | B      | Germán Lux             |
| 17    | Argentina | O      | Elías López            |

| Číslo |           | Pozice | Hráč                              |
| ----- | --------- | ------ | --------------------------------- |
| 18    | Argentina | Ú      | Benjamín Rollheiser               |
| 19    | Kolumbie  | Ú      | Rafael Santos Borré               |
| 20    | Argentina | O      | Milton Casco                      |
| 21    | Argentina | Z      | Cristian Ferreira                 |
| 22    | Argentina | O      | Javier Pinola (zástupce kapitána) |
| 23    | Argentina | Z      | Leonardo Ponzio (kapitán)         |
| 24    | Argentina | Z      | Enzo Pérez                        |
| 25    | Argentina | B      | Enrique Bologna                   |
| 26    | Argentina | Z      | Ignacio Fernández                 |
| 27    | Argentina | Ú      | Lucas Pratto                      |
| 28    | Argentina | O      | Lucas Martínez Quarta             |
| 29    | Argentina | O      | Gonzalo Montiel                   |
| 32    | Argentina | Ú      | Ignacio Scocco                    |
| –     | Argentina | Z      | Iván Rossi                        |

### Významní hráči
- Bernabé Ferreyra (1932–1939)
- José Manuel Moreno (1935–1944, 1946–1948)
- Adolfo Pedernera (1935–1946)
- Ángel Labruna (1939–1959)
- Amadeo Carrizo (1945–1968)
- Alfredo Di Stéfano (1945, 1947–1949)
- Omar Sívori (1954–1957)
- Luis Cubilla (1964–1968)
- Oscar Más (1964–1973, 1974–1977)
- Norberto Alonso (1970–1976, 1977–1981, 1983–1987)
- Daniel Passarella (1973–1982, 1988–1989)
- Ubaldo Fillol (1973–1983)
- Enzo Francescoli (1983–1986, 1994–1997)

## Úspěchy

### Domácí

#### Liga
- Primera División (36): 1920, 1932, 1936, 1936[7] 1937, 1941, 1942, 1945, 1947, 1952, 1953, 1955, 1956, 1957, 1975 Metropolitano, 1975 Nacional, 1977 Metropolitano, 1979 Metropolitano, 1979 Nacional, 1980 Metropolitano, 1981 Nacional, 1985–86, 1989/90, 1991 Apertura, 1993 Apertura, 1994 Apertura, 1996 Apertura, 1997 Clausura, 1997 Apertura, 1999 Apertura, 2000 Clausura, 2002 Clausura, 2003 Clausura, 2004 Clausura, 2008 Clausura, 2014
- Primera B Nacional (1): 2011/12
- Segunda División (1): 1908

#### Pohár
- Copa Argentina (2): 2016, 2017
- Supercopa Argentina (1): 2017
- Copa Campeonato (1): 2014
- Copa de Competencia Jockey Club[8] (1): 1914
- Copa de Competencia (Liga Argentina)[9] (1): 1932[8][10]
- Copa Ibarguren [8] (4): 1937, 1941, 1942, 1952[12]
- Copa Adrián C. Escobar[8] (1): 1941

### Mezinárodní
- Interkontinentální pohár (1): 1986 [note 1]
- Pohár osvoboditelů (4): 1986, 1996, 2015, 2018[note 2]
- Copa Interamericana (1): 1986 [note 3]
- Supercopa Sudamericana (1): 1997 [note 2]
- Copa Sudamericana (1): 2014 [note 2]
- Recopa Sudamericana (3): 2015, 2016, 2019 [note 2]
- Suruga Bank Championship (1): 2015 [note 4]
- Tie Cup (1): 1914[13] [note 5]
- Copa Aldao (5): 1936, 1937, 1941, 1945, 1947[13] [note 5]